# Tom Yom's
Tom Yom's, né Eyoum Eyoum André Baudelaire le 11 mars 1957 à Dibombari au Cameroun et mort le 25 décembre 2007 à Paris, connu sous le surnom de L’Américain de Dibombari. Ce pseudonyme lui a été attribué en raison de sa beauté, sa fraîcheur, son élégance et ses origines. Il est un technicien de studio et une légende de la musique camerounaise, ayant commencé sa carrière aux côtés de Ndoumbe Emmanuel.

## Biographie
Tom Yom's quitte Dibombari, son village natal, pour s'installer en ville, puis il part s'exiler au Nigéria. Là-bas, il découvre l'Afro-beat, très populaire dans les cabarets et dans toute l'Afrique de l'Ouest. En 1975, il sort "Ison", mais cette œuvre reste malheureusement incomprise. Cependant, il continue inlassablement à travailler et enregistre "Malaika", son premier album en 1978 à Lagos. Après avoir acquis une grande expérience musicale, il décide de retourner dans son pays où il rencontre Eboa Lottin, qui devient son mentor. Plus tard, Tom Yom's sort son album et est surnommé "L’Américain de Dibombari" grâce aux vidéos diffusées par la CRTV (Cameroon Radio Television). En 1990, il se rend à Paris pour rencontrer Toguy, à qui il confie son travail, et là, il rencontre son jeune frère Richard Bona. Finalement, Tom décide de s'installer à Paris et exprime son vécu à travers l'œuvre toujours appréciée "Amia". Par la suite, il se lance dans la production et découvre plusieurs talents qu'il produit. Au cours de ses recherches, il tombe amoureux de Marthe Ngo Nwaha (Dinaly), une jeune chanteuse dont il produit l'album. Mais leur bonheur est écourté, car Tom Yom's décède le 25 décembre 2007 à Paris des suites d'une leucémie,,.